# ブレイズ (モントセラト)
ブレイズ（Brades、ブレイズ・エステート、Brades Estate）は、西インド諸島のイギリス領モントセラトにある人口約1,000人程度の小さな村。モントセラトの臨時首都。モントセラト島北部のリトルベイ付近にある。
モントセラトの首都はプリマスだが、1995年より、プリマス付近にあるスーフリエール・ヒルズが噴火し、町に壊滅的な打撃を与えた。プリマスにある、モントセラト政府の建物もその影響で埋まってしまった。そのため、モントセラト政府は1997年より、火山の影響が及ばない島北部にあるブレイズに臨時政府を置いた。1998年以来、ブレイズは壊滅的打撃を受けた首都プリマスの代わりに、事実上モントセラトの首都的な機能を果たしている。
現在ブレイズ及びリトルベイ付近を含めたエリアでプリマスの代わりに新首都計画が進められており、ダイアナ元妃がモントセラトを訪れたことがあるため、ダイアナ元妃を記念してポートダイアナと言う新首都名にしたいという計画がある。またブレイズではアイルランドの聖人聖パトリックを記念した、聖パトリックの祝日のイベントが行われている。